# Galerija slik Sanssouci
Galerija slik (nemško Bildergalerie) v parku Sanssouci v Potsdamu je bila zgrajena v letih 1755–64 med vladavino pruskega kralja Friderika II. pod nadzorom Johanna Gottfrieda Büringa. Galerija slik se nahaja vzhodno od palače in je najstarejši obstoječi muzej, zgrajen za vladarja v Nemčiji.

## Zgodovina
Friderik II. je bil strasten zbiralec slik. V mladosti je imel najraje sodobno francosko umetnost rokokoja, stene njegovih sob v Sanssouciju pa so krasile slike njegovega najljubšega umetnika Antoina Watteauja. Po prihodu na prestol leta 1740 se je kralj vedno bolj zanimal za zgodovinske slike, ki so bile v njegovem času zelo cenjene. Zbiral je zlasti dela renesanse, manierizma in baroka, večinoma italijanskih in flamskih umetnikov. Zaradi odprtja Altes Museum v Berlinu leta 1829 so tja prenesli približno petdeset slik. Med njimi so bile Correggiova Leda, tri Rembrandtove slike, nekaj Rubensa, Anthonisa van Dycka in Antoina Watteauja. Tako so bili vsi marmorni kipi premaknjeni.
V letih 1929–30 je bila Galerija slik ponovno ustanovljena in iz Berlina se je vrnilo 120 od 159 del, ki so bila v katalogu označena kot kupljena s strani Frederika.
Med drugo svetovno vojno so vse slike prenesli v palačo Rheinsberg v Rheinsbergu. Leta 1946 se je od tam vrnilo le deset slik in večina slik je bila videti izgubljenih.
Vendar pa je bila leta 1958 vrnjena velika zbirka slik, ki jih je zaplenila Sovjetska zveza. Nekatere slike pa so še vedno v ruskih zbirkah.[1]

## Zunanja arhitektura
Galerija slik je bila zgrajena na mestu nekdanjega rastlinjaka, v katerem je Friderik Veliki gojil tropsko sadje. Büring, ki je bil vodja kraljevega gradbenega oddelka z Janom Boumanom in je nadzoroval gradnjo številnih stavb, ki jih je zasnoval Georg Wenzeslaus von Knobelsdorff, je namesto rastlinjaka zgradil dolgo, enonadstropno stavbo, pobarvano rumeno, po natančnih specifikacijah Friderika Velikega. Svoje delo je zasnoval na Novih dvoranah, ki jih je zgradil Knobelsdorff zahodno od Sanssoucija in ki skupaj tvorijo tridelni stavbni ansambel. Srednji del galerije slik poudarja kupola s skupino orlov in kač v boju Benjamina Gieseja in Friedricha Juryja. Na srednji del na obeh straneh mejijo podolgovate galerije. Na zahodu je kralj lahko prišel do svoje galerije po stopnišču z vrhnje terase Sanssoucija po najkrajši poti. Na severni strani ščiti slike pred vlago hodnik, skozi katerega se je lahko kalila severna slikovna stena še v času Friderika Velikega. Na vrtni strani so med okni, ki so segala do tal, stale marmornate skulpture. Večino kipov sta izdelala Johann Gottlieb Heymüller in Johann Peter Benckert ter prikazujejo alegorične figure iz umetnosti in znanosti. Glave na sklepnih kamnih prikazujejo portrete umetnikov.

## Galerija
Galerijska dvorana je veličastno oblikovana z bogato pozlačenimi okraski na rahlo ukrivljenem stropu. Tla so položena v ujemajočih se barvah z rombastim vzorcem belega in rumenega italijanskega marmorja. Na zelenih stenah so uokvirjene slike baročno nanizane na gosto druga ob drugi.
Nekatera razstavljena dela so Caravaggiova Nejevernost svetega Tomaža, Binkošti Anthonyja van Dycka ter Štirje evangelisti in sveti Hieronim iz delavnice Petra Paula Rubensa. Ob dolgi galerijski dvorani je prav tako bogato urejen kabinet, kjer so razstavljene slike manjšega formata.
- Peter Paul Rubens - Štirje evangelisti
- Caravaggio - Nejevernost svetega Tomaža
- Peter Paul Rubens - sv. Hieronim

## Zaključek 2024
Zaradi javnih subvencij na ravni leta 2022 kljub naraščajočim stroškom energije in gradnje ter rednim povišanjem cen je Fundacija Pruske palače in vrtovi Berlin-Brandenburg napovedala zaprtje Galerije slik. Da bi lahko izvajali enake storitve kot leta 2022, bi fundacija v letu 2024 potrebovala še vsaj okoli pet milijonov evrov več za pokrivanje pričakovanih podražitev in tarif. Brez višjih subvencij bo poleg odločitve o zaprtju gradu Glienicke napovedala še zapiranje. Z zaprtjem Galerije slik in gradu Glienicke bo SPSG prihranil okoli 300.000 evrov na leto. Na ta način se želi fundacija izogniti odpuščanju iz operativnih razlogov in prizadete zaposlene razporediti po drugih gradovih.
Že leta 2016 je SPSG zaradi finančnih razlogov za redne obiskovalce zaprl različne hiše, ki jih je mogoče obiskati le ob izbranih dnevih.